# Śnieżynka (folklor)

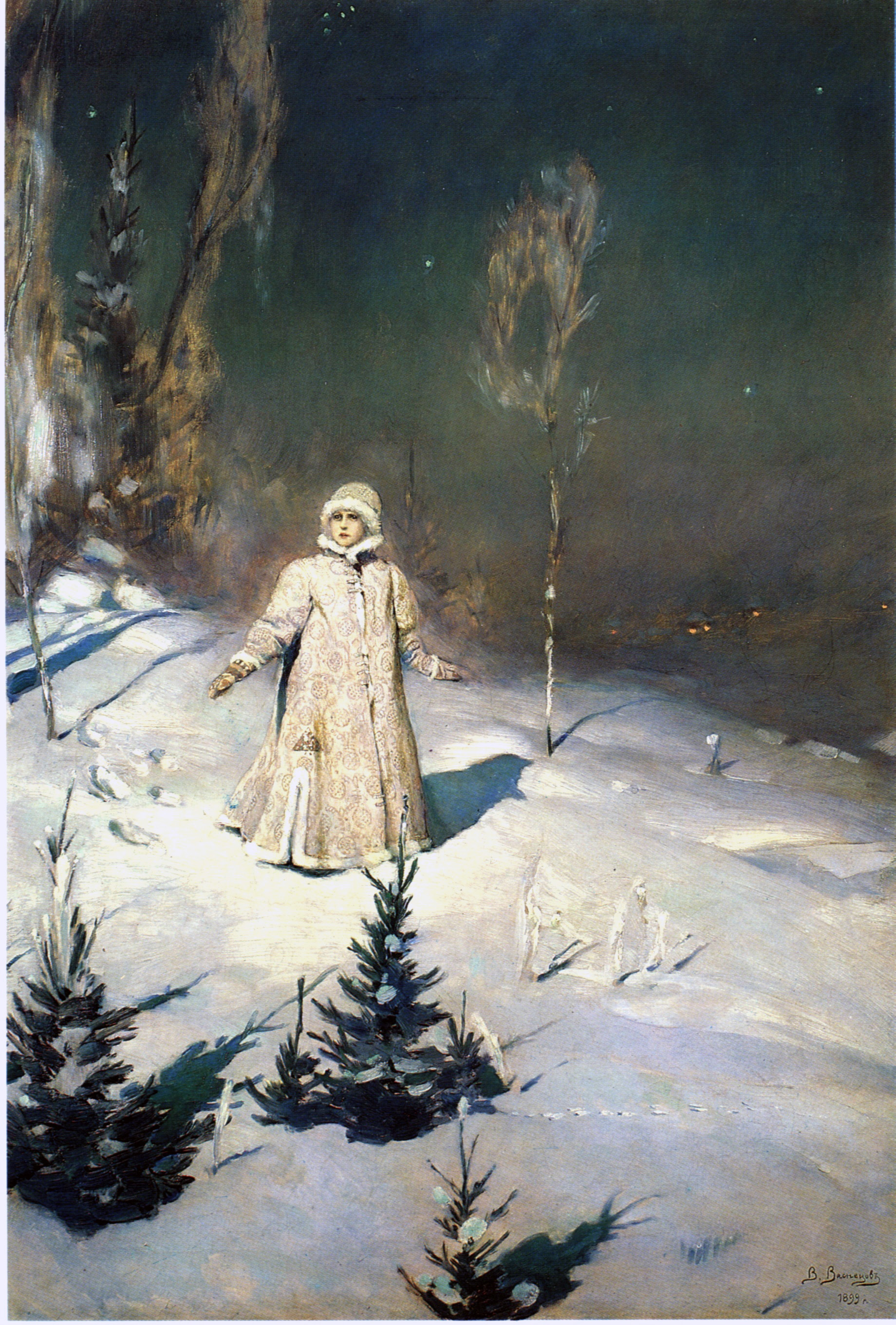
Śnieżynka

Śnieżynka / Śnieżka (ros. Снегурочка) – fantastyczna postać, która wraz z Dziadkiem Mrozem, swoim dziadkiem, rozwozi dzieciom bożonarodzeniowe (lub według radzieckiej wersji rosyjskiego folkloru: noworoczne) prezenty.

## Adaptacje filmowe
- Śnieżynka – radziecki film animowany z 1952 roku w reżyserii Iwana Iwanowa-Wano